# Peròxid de bari
El peròxid de bari és un compost inorgànic iònic constituït per cations bari (2+) {\displaystyle {\ce {Ba^2+}}} i anions peròxid {\displaystyle {\ce {O2^2-}}}, la qual fórmula química és {\displaystyle {\ce {BaO2}}}.

## Història
Els químic francesos Joseph-Louis Gay-Lussac (1778-1850) i Louis-Jacques Thenard (1777-1857) el 1811 descobriren que si s'escalfava a uns 700 °C l'òxid de bari {\displaystyle {\ce {BaO}}}, en un corrent d'aire, s'obtenia peròxid de bari:
{\displaystyle {\ce {2BaO + O2 -> 2BaO2}}}
El químic francès Jean Baptiste Boussingault (1802-1887) el 1852 explorà aquesta reacció per obtenir oxigen de l'aire ja que escalfant el peròxid de bari a alta temperatura es produeix la seva descomposició en òxid de bari i dioxigen, però no ho aconseguí perquè l'òxid de bari anava perdent la capacitat d'absorbir oxigen. El 1879 els francesos Quentin i Arthur Brin descobriren que l'òxid de bari reaccionava també amb el diòxid de carboni de l'atmosfera. Per evitar-ho es podia netejava aquest diòxid de carboni de l'aire fent-lo passar per una dissolució d'hidròxid de calci. D'aquesta manera posaren en funcionament el procés Brin per obtenir oxigen de l'atmosfera.

## Propietats
Es presenta en forma de pols de color gris pàl·lid. Té una densitat de 5,68 g/cm³, un punt de fusió de 450 °C i un punt d'ebullició de 810 °C amb descomposició en òxid de bari {\displaystyle {\ce {BaO}}} i dioxigen {\displaystyle {\ce {O2}}}.

## Preparació
El millor mètode de preparació és fent reaccionar nitrat de bari {\displaystyle {\ce {Ba(NO3)2}}} amb peròxid de sodi {\displaystyle {\ce {Na2O2}}} en una dissolució aquosa calenta, segons la reacció:
{\displaystyle {\ce {Ba(NO3)2 + Na2O2 + xH2O -> BaO2*xH2O + 2NaNO3}}}
Habitualment es forma l'octahidrat {\displaystyle {\ce {BaO2*8H2O}}}. Els hidrats del peròxid de bari es poden deshidratat escalfant uns minuts a 350 °C:
{\displaystyle {\ce {4BaO2*xH2O ->[\Delta] 2BaO + 2BaO2 + xH2O + O2}}}

## Aplicacions
El peròxid de bari s'empra en el blanqueig de substàncies animals, fibres vegetals i palla; com a decoloritzador de vidre; en la fabricació de peròxid d'hidrogen i oxigen; en càtodes de làmpades fluorescents; per a tenyir i imprimir tèxtils; amb alumini en pols en soldadura; en composicions d'ignífers; com a agent oxidant en síntesi de química orgànica.